# Pterostichus gliscans
Pterostichus gliscans är en skalbaggsart som beskrevs av Thomas Casey. Pterostichus gliscans ingår i släktet Pterostichus och familjen jordlöpare. Inga underarter finns listade i Catalogue of Life.